# Papalla
Papalla è un singolo del cantautore italiano Johnson Righeira e del duo musicale italiano Montefiori Cocktail, pubblicato nel 1998.

## Tracce
CD – TTP 004 (Italia)
1. Papalla (Radio Version) – 3:52

1. Papalla (Instrumental Version) – 4:46

1. Papalla (Extended Version) – 4:44